# نوروز ۷۵
نوروز ۷۵ یک مجموعه تلویزیونی محصول سال ۱۳۷۴ به کارگردانی و نویسندگی داریوش کاردان و تهیه‌کنندگی   ایرج کاردان می‌باشد که از شبکه یک پخش شد.

## بازیگران
- اتابک نادری
- بیژن بنفشه‌خواه
- حسین رفیعی
- داریوش کاردان
- مهران غفوریان
- پروانه قاسمیان